# Bački Brestovac
Bački Brestovac (izvirno srbsko Бачки Брестовац; madžarsko Szilberek) je naselje v Srbiji, ki upravno spada pod Občino Odžaci; slednja pa je del Zahodnobačkega upravnega okraja.

## Demografija
Према попису из 2002. било је 3469 становника (према попису из 1991. било је 3737 становника).
V naselju, katerega izvirno (srbsko-cirilično) ime je Бачки Брестовац, živi 2826 polnoletnih prebivalcev, pri čemer je njihova povprečna starost 43,5 let (41,2 pri moških in 45,7 pri ženskah). Naselje ima 1264 gospodinjstev, pri čemer je povprečno število članov na gospodinjstvo 2,74.
To naselje je, glede na rezultate popisa iz leta 2002, v glavnem srbsko, a v času zadnjih treh popisov je opazno zmanjšanje števila prebivalcev.
|  |

| Demografija | Demografija     | Demografija     |
| Leto        | Št. prebivalcev | Št. prebivalcev |
| ----------- | --------------- | --------------- |
|             |                 |                 |
|             |                 |                 |
|             |                 |                 |
|             |                 |                 |
| 1948        | 5991            |                 |
| 1953        | 5795            |                 |
| 1961        | 5226            |                 |
| 1971        | 4589            |                 |
| 1981        | 3876            |                 |
| 1991        | 3737            | 3453            |
| 2002        | 3698            | 3469            |
|             |                 |                 |

| Etnična sestava po popisu iz leta 2002 | Etnična sestava po popisu iz leta 2002 | Etnična sestava po popisu iz leta 2002 | Etnična sestava po popisu iz leta 2002 | Etnična sestava po popisu iz leta 2002 |
| -------------------------------------- | -------------------------------------- | -------------------------------------- | -------------------------------------- | -------------------------------------- |
| Srbi                                   | Srbi                                   |                                        | 3.101                                  | 89,39%                                 |
| Romi                                   | Romi                                   |                                        | 35                                     | 1,00%                                  |
| Hrvati                                 | Hrvati                                 |                                        | 29                                     | 0,83%                                  |
| Jugoslovani                            | Jugoslovani                            |                                        | 22                                     | 0,63%                                  |
| Madžari                                | Madžari                                |                                        | 7                                      | 0,20%                                  |
| Makedonci                              | Makedonci                              |                                        | 6                                      | 0,17%                                  |
| Albanci                                | Albanci                                |                                        | 6                                      | 0,17%                                  |
| Črnogorci                              | Črnogorci                              |                                        | 5                                      | 0,14%                                  |
| Nemci                                  | Nemci                                  |                                        | 2                                      | 0,05%                                  |
| Ukrajinci                              | Ukrajinci                              |                                        | 1                                      | 0,02%                                  |
| Slovenci                               | Slovenci                               |                                        | 1                                      | 0,02%                                  |
| Slovaki                                | Slovaki                                |                                        | 1                                      | 0,02%                                  |
| Romuni                                 | Romuni                                 |                                        | 1                                      | 0,02%                                  |
| Muslimani                              | Muslimani                              |                                        | 1                                      | 0,02%                                  |
| Bunjevci                               | Bunjevci                               |                                        | 1                                      | 0,02%                                  |
| Neznano                                | Neznano                                |                                        | 236                                    | 6,80%                                  |